# Căzănești
Căzănești város Ialomița megyében, Munténiában, Romániában.

## Fekvése
A Ialomița folyó bal partján helyezkedik el, a megye északkeleti részén, Slobozia városától nyugatra huszonkilenc, míg Urziceni városától keletre harmincegy kilométerre.

## Történelem
Első írásos említése 1579-ből való.
A 18. század végéig a terület a Văcărescu család tulajdonában volt.
Régen a Ialomița folyó árterületénben helyezkedett el, de a rendszeres áradások miatt 1850 és 1856 között a települést néhány kilométerrel keletebbre költöztették.
A 19. század végén Căzăneștinek községi ragja volt, Ialomița megye Ialomița-Balta járásában. Ekkor a községet Căzănești falva és Bibicelu illetve Drăgoiasca tanyák alkották, összesen 1098 lakossal. A községben már ekkor működött egy templom és egy iskola. 
1925-ös évkönyv szerint Căzănești községe Căzănești járás része és központja volt, 1677 lakossal.
1950-ben a Ialomițai régió Slobozia rajonjának volt a része, majd 1952-ben a Bukaresti régióhoz csatolták.
Az 1968-ban kialakított új megyerendszerben ismét Ialomița megye része lett. 
2004-ben városi rangot kapott.

## Lakossága
| Nemzetiségek | 2002 | 2002   |
| ------------ | ---- | ------ |
| Románok      | 3158 | 86,73% |
| Romák        | 482  | 13,23% |
| Bolgárok     | 1    | 0,02%  |
| Összesen     | 3641 | 100,0% |

## Látnivalók
- 1905-ben épült iskola.
- Szent Miklós templom - 1858-ban épült.